# (52293) Mommsen
(52293) Mommsen est un astéroïde de la ceinture principale.

## Description
(52293) Mommsen est un astéroïde de la ceinture principale. Il fut découvert le 12 octobre 1990 à Tautenburg par Freimut Börngen et Lutz Dieter Schmadel. Il présente une orbite caractérisée par un demi-grand axe de 3,18 UA, une excentricité de 0,20 et une inclinaison de 10,9° par rapport à l'écliptique.

## Compléments